# بادي اندروز (لاعب كرة قدم)
بادي اندروز (بالإنجليزية: Paddy Andrews)‏ هو لاعب كرة القدم الغالية ولاعب كرة قدم أيرلندي، ولد في 18 يوليو 1988 في دبلن في جمهورية أيرلندا. لعب مع Dublin Senior Football Team ‏.